# Liste des orgues de Lorraine classés dans la base Palissy des monuments historiques

## Méthodologie
Cette liste prend en compte les orgues de Lorraine classés uniquement, au titre objet ou immeuble, que ce soit pour leur buffet ou leur partie instrumentale et répertoriés dans la base Palissy des Monuments Historiques Français. La section Reprises recense les modifications les plus importantes. Dans certains cas le classement du buffet intègre également la tribune. À défaut de précision, le classement est réputé acquis au titre objet (cas le plus fréquent) mais les initiales I.D. signifient au titre Immeuble par Destination et I. au titre Immeuble.

## Liste

### Meurthe-et-Moselle
| Localisation                                   | Construction | Reprises                                                                                         | Buffet                                                                                | Instrument                              | Illustration |
| ---------------------------------------------- | --- | ------------------------------------------------------------------------------------------------ | ------------------------------------------------------------------------------------- | --------------------------------------- | ------------ |
| Blâmont, Saint Maurice                         | Jean-Adam Dingler 1768, 12 jeux et buffet, transformé Jean-Frédéric Verschneider 1858 | Restauration Daniel Kern 2000                                                                    | Notice no PM54000071                                                                  | Notice no PM54000072                    |              |
| Blénod-lès-Toul, Saint-Médard                  | Joseph Marchal & Jean-Adam Dingler 1731- 35 abbaye Saint-Léon de Toul, transféré en 1793, réparation Joseph Cuvillier 1839                                                                                       | Transformation Louis Georgel 1939                                                                | Notice no PM54001294                                                                  | Notice no PM54000097                    |              |
| Colombey, Saint Maurice                        | Aristide Cavaillé-Coll 1863,agrandissement Jean Blési 1883 | Restauration BOIS Antoine 2002                                                                   |                                                                                       | Notice no PM54000152                    |              |
| Deneuvre, St Rémy                              | Claude Legros 1704 pour lieu inconnu | Restauré 1996 Georg Westenfelder (Lux.)                                                          | Notice no PM54000183                                                                  |                                         |              |
| Domgermain, Saint Maurice                      | Charles Cachet 1720 pour Cordeliers de Toul, transfert 1793, modif. Cuvillier Joseph 1837, Georges 1845 | Restauration Didier Chanon 1994                                                                  | Notice no PM54000205                                                                  | Notice no PM54000202                    |              |
| Eulmont, St Rémy                               | Lété Nicolas-Antoine1842 Cirey s/Vezouce, transfert & modif. Jean Blési 1883 | Restauration Antoine BOIS 2001                                                                   |                                                                                       | Notice no PM54000223                    |              |
| Favières, Saints Antoine & Sulpice             | Alexandre Jacquet 1855 quasi inchangé | Joseph Cuvillier 1858                                                                            |                                                                                       | Notice no PM54000224                    |              |
| Flavigny-sur-Moselle                           | Lété Nicolas-Antoine 1847 état quasi d'origine | petits remaniements Jean Blési 1884, inconnu 1929                                                |                                                                                       | Notice no PM54000230                    |              |
| Liverdun, Saint-Pierre                         | Claude-Ignace Callinet 1847 intact | restauration Laurent Plet 1999                                                                   |                                                                                       | Notice no PM54000366                    |              |
| Lunéville, Saint-Jacques                       | Nicolas Dupont 1751,modifié 1823 Jean-Baptiste Gavot, reconstruit Jean- Nicolas III JEANPIERRE 1852, modifié Théo. Jaquot et Franz Standt début 20e                                                              | Restauration-reconstruction Bertrand Cattiaux & Laurent Plet 2003                                | Notice no PM54000394 seul buffet sans Montre dû à Emmanuel Héré, peint par André Joly | Notice no PM54000440                    |              |
| Moyen, Saint-Martin                            | Positif dorsal ajouté par Joseph Stezle en 1803 à l'orgue de Jean-Adam Dingler 1758 des Prémontrés de Nancy, lors de son transfert à St Sébastien de Nancy, séparé et transféré à Moyen par Jean Blési 1882      |                                                                                                  |                                                                                       | Notice no PM54001038 éléments de Stezle |              |
| Nancy, basilique Saint-Epvre                   | Joseph Merklin & Friedrich Schütze 1867 pour l'Exposition Universelle de Paris | Restau.1992 Manufacture Lorraine de G.O. Haerpfer, 2009 Jean-Bapt. Gaupillat                     | Buffet de Klem (beau-frère de Joseph) sur plan de Morey                               | Notice no PM54000661                    |              |
| Nancy, cathédrale Notre-Dame-de-l'Annonciation | Joseph & Nicolas Dupont 1763, agrandissement Jean-François Vautrin 1814 | Reconstruit A.Cavaillé-Coll style symphonique 1861, transformé néo-classique Haerpfer-Erman 1965 | Notice no PM54000509 I., 1756 Mesny Barthélémy sculpteur, Jennesson architecte        | Notice no PM54000311                    |              |
| Nancy, Saint-Joseph                            | Jean-Adam Dingler 1758 pour Prémontrés de Nancy, transfert à St Sébastien de Nancy Joseph Stezle 1803, transfert du grand-corps au Petit-Séminaire de Pont-à-Mousson Jean Blési 1882, transfert à St Joseph 1909 |                                                                                                  | Notice no PM54000662                                                                  | Notice no PM54001012                    |              |
| Nancy, Saint-Léon IX tribune                   | Aristide Cavaillé-Coll1889, reconstruction destructrice de Danion-Gonzalez 1975 | Reconstruction 1989 à partir des éléments restants de Cavaillé-Coll                              | Eugène Vallin                                                                         | Notice no PM54000585                    |              |
| Nancy, Saint-Léon IX, chœur                    | Peut-être Callinet de Rouffach XIXe siècle |                                                                                                  |                                                                                       | Notice no PM54001315                    |              |
| Nancy, Saint-Nicolas,                          | Henri DIDIER 1897 |                                                                                                  | style renaissance, Eugène Vallin                                                      | Notice no PM54001011                    |              |
| Nancy, Saint-Pierre, o.de chœur                | Probablement Claude-Ignace Callinet 1837 |                                                                                                  |                                                                                       | Notice no PM54001013                    |              |
| Nancy, Saint-Sébastien,                        | Nicolas Dalstein & Johann-Karl Haerpfer 1881 | Restauré Laurent Plet & Jean-Bapt. Gaupillat 2004                                                |                                                                                       | Notice no PM54000605                    |              |
| Pont-à-Mousson, Saint-Martin                   | Claude Legros 1704, agrandi & transformé Pierre Rivinach 1846 |                                                                                                  | Notice no PM54000721                                                                  | Notice no PM54000724                    |              |
| Rosières-aux-Salines, Saint-Pierre             | Jean-Jodoc Vonesche1728(tourelle centrale du G.O.reste), reconstruction inachevée Jaquot-Jeanpierre 1873 (G.O. seul)                                                                                             | Restauré Guerrier 2003 (ajout Récit & Pédale prévus par Jaquot)                                  | Notice no PM54000788                                                                  |                                         |              |
| Saint-Nicolas-de-Port, basilique St Nicolas    | Joseph Cuvillier 1848, Jacquot-Lavergne (partie instrumentale entièrement neuve) 1956, Haerpfer (partie instrumentale entièrement neuve) 1994.                                                                   | Relevé et entièrement réharmonisé par Michel Gaillard de la manufacture Aubertin 2010            | Notice no PM54000834                                                                  |                                         |              |
| Toul, collégiale Saint Gengoult                | Jaquot-Jeanpierre & Cie 1879 | Relevages:Jaquot 1931, Marc Cicchéro 1982                                                        | Alfred Klem sur plans de Fisson                                                       | Notice no PM54001039                    |              |
| Vézelise, Saints Côme & Damien                 | Georges Kuttinger1775 abbaye de Beaupré, transféré menuisier Augustin LAURENT & facteur Nicolas Génot 1793, modifié Joseph Cuvilliers 1840, Jean Blési 1880, Jacquot-Lavergne 1936                               | Restauration Yves Kœnig 2007, retour à Kuttinger                                                 | Notice no PM54000976                                                                  | Notice no PM54000975                    |              |
| Villacourt, Saint Martin                       | Jean-Frédéric I Verschneider&ses fils: Jean-Frédéric II, Jean-Georges, Nicolas, DIDIER Henri supprime l'Echo 1906                                                                                                | Nicolas TOUSSAINT de la Manufacture Bretonne d'Orgues 2000                                       |                                                                                       | Notice no PM54001040                    |              |
| Villerupt, Nativité de la Vierge               | Jean-Nicolas III JEANPIERRE 1856, modifié Charles DIDIER-VAN CASTER 1894, Jaquot 1929 | Restauration Jean-Baptiste Gaupillat 2012                                                        | Notice no PM54001329                                                                  | Notice no PM54001328                    |              |

### Meuse
| Localisation                                  | Construction | Reprises | Buffet                                                                                       | Instrument                                             | Illustration |
| --------------------------------------------- | --- | --- | -------------------------------------------------------------------------------------------- | ------------------------------------------------------ | ------------ |
| Ancerville, St Martin                         | Jean RICHARD 1790, modifié 1868 Alexandre Jacquet,Jean Blési 1890                                                                            | Transformé Henri Jacquet 1901, électrifié Maurice PHILIPPE 1976                                                                         | Notice no PM55000002                                                                         | Notice no PM55000003                                   |              |
| Avioth, Notre-Dame                            | Jean Boizard 1717 terminé par François Boudos 1720, restauré par père Joseph 1759                                                            | Destruction 1917, reconstruction dans buffet ancien Joseph & Jean Gomrée (Belgique) 1970                                                | Notice no PM55000037                                                                         |                                                        |              |
| Bar-le-Duc, tribune, basilique N.D.           | Abbés Larroque & Migne 1860, transformé Alexandre Jacquet 1868                                                                               | Transformation Maurice PHILIPPE 1975 |                                                                                              | Notice no PM55000095                                   |              |
| Bar-le-Duc, chœur, basilique N.D.             | Alexandre Jacquet 1864, transformé Henri Jacquet 1896                                                                                        | |                                                                                              | Notice no PM55000096                                   |              |
| Bar-le-Duc, St-Antoine, chœur                 | Alexandre Jacquet 1859 | |                                                                                              | Notice no PM55000081                                   |              |
| Bar-le-Duc, Saint-Étienne                     | Nicolas Dupont 1771 (façade positif subsiste),reconstruction Jean-François Vautrin & Antoine-François-Brice DIDELOT 1828                     | Transformation Alexandre & Henri Jacquet 1892, électrification traction Maurice PHILIPPE 1978                                           | Notice no PM55000098                                                                         | Notice no PM55001396                                   |              |
| Commercy, Saint Pantaléon                     | Petit orgue d'occasion anonyme acheté 1802, transformation Antoine-Charles-Brice DIDELOT 1835, adjonction grand-corps Alexandre Jacquet 1848 | Transformations: Didier-Van-Caster&Kuhn 1911, Jacquot-Lavergne 1957, François Delange (basson 8'du Pos.) 1988                           |                                                                                              | Notice no PM55000163                                   |              |
| Cousances-les-Forges Saint Memmie             | Aristide Cavaillé-Coll 1868 | Agrandissement Louis Georgel 1942 |                                                                                              | Notice no PM55001399                                   |              |
| Donchery Saint Onesime                        | Jean Boizard 1702, pillé 14-18 et 39-45 | Sans tuyauterie, projet restauration 2014                                                                                               | Notice no PM08000178                                                                         | Mécanisme inscrit « PM08000695 », notice no PM08000695 |              |
| Dun-sur-Meuse, N.-D.                          | buffet vide de Jean Boizard 1710 | | Notice no PM55000222                                                                         |                                                        |              |
| Euville, Sts Pierre & Paul, chœur             | Jaquot-Jeanpierre & Cie 1892 | restauration François Delangue 1985 |                                                                                              | Notice no PM55000244                                   |              |
| Fains-Véel, Fains-les-Sources                 | Alexandre Jacquet 1860 | | Notice no PM55001405                                                                         | Notice no PM55001404                                   |              |
| Mognéville, St Rémy                           | Alexandre Jacquet 1852 | |                                                                                              | Notice no PM55001409                                   |              |
| Montmédy, St Martin-Ville-Haute               | buffet vide XVIIIe siècle | | Notice no PM55001034                                                                         |                                                        |              |
| Resson, St Rémi                               | Abbé Michel-Claude COLLIN 1754 | Transformations: Alexandre Jacquet 1844, Henri Jacquet 1906                                                                             | Notice no PM55000501                                                                         | Notice no PM55000507 I.D.                              |              |
| Saint-Mihiel, abbatiale Saint-Michel, tribune | Jean Adam 1681, reconstruit Jean-François Vautrin 1792                                                                                       | Transformé Jaquot-Jeanpierre & Cie 1881, reconstruit Théodore Jacquot & Fils 1931                                                       | Notice no PM55000535 1679 Claude Jeanson, Luc Briffaux menuisiers, François Mollet sculpteur |                                                        |              |
| Saint Mihiel,abbatiale Saint Michel, chœur    | Charles Didier-Van Caster 1899 | Restauration Théodore Jaquot & Fils | Notice no PM55000536 Vallin Eugène, ébéniste 1893                                            |                                                        |              |
| Stenay, St Grégoire                           | Jean Boizard inachevé décès 1717, fini par Christophe Moucherel 1719                                                                         | Démonté 1796, reconstruit Théodore Jaquot Fils 1927                                                                                     | Notice no PM55000611 1716 Baillard Henri menuisier                                           |                                                        |              |
| Vaucouleurs, St Laurent                       | Claude Moucherel 1744 pour St Martin de Sorcy, très transformé par Jean-François Vautrin, acheté en 1822                                     | Reconstruit 1867 Jean-Frédéric Verschneider II (Puttelange); agrandi & électrifié Collet Germain(1970), Gomrée Jean(1980) jamais achevé |                                                                                              | Notice no PM55000638                                   |              |
| Vaucouleurs, St Laurent, chœur                | Alexandre Jacquet 1874 | Reparations: Jaquot-Jeanpierre 1893, Jean-Baptiste Clavert 1925                                                                         |                                                                                              | Notice no IM55000280                                   |              |
| Verdun, cathédrale Notre-Dame                 | Nicolas Dupont 1767, très modifié Jaquot-Jeanpierre & Fils 1898                                                                              | Reconstr. Théo.Jacquot&Fils 1935, restauré Danion-Gonzalez 1986                                                                         |                                                                                              | Notice no PM55000648                                   |              |

### Moselle
| Localisation                                    | Construction | Reprises                                                                                 | Buffet                                                                                           | Instrument                           | Illustration |
| ----------------------------------------------- | --- | ---------------------------------------------------------------------------------------- | ------------------------------------------------------------------------------------------------ | ------------------------------------ | ------------ |
| Bérig-Vintrange, Saint-Hippolyte                | Nicolas Verschneider & Jean-Georges Kempf 1878 | Réparation Joseph Albert                                                                 | « PM57000713 », notice no PM57000713                                                             | « PM57000712 », notice no PM57000712 |              |
| Berling, temple                                 | Georg Friederich Merckel 1723 pour St Pierre-le-Vieux Strasbourg, modifié par 1736 François ADAM, 1739 Jean-André Silbermann, 1833 Georges Wegmann                                                  | Acheté et installé par Charles Wetzel 1846                                               |                                                                                                  | « PM57000527 », notice no PM57000527 |              |
| Biding, Sainte Barbe                            | Jean-Frédéric II Verschneider 1868 | Restauré Laurent Plet 2000                                                               | « PM57000717 », notice no PM57000717                                                             | « PM57000716 », notice no PM57000716 |              |
| Boulay, Saint-Étienne                           | Le Picard Joseph 1727 pour abbaye Villers - Bettnach, transfert & réparations J-Frédéric Verschneider1827-48-93                                                                                     | Restaurations Théo Haerpfer-Pierre Erman 1927-75                                         | « PM57000030 », notice no PM57000030                                                             | « PM57000022 », notice no PM57000022 |              |
| Bourscheid, Saint-Michel                        | Wetzel Edgard buffet d'occasion 1889 |                                                                                          |                                                                                                  | « PM57000569 », notice no PM57000569 |              |
| Dannelbourg, St Jean-Baptiste                   | Jean-François Vautrin à St Epvre de Nancy, transfert Jean-Nicolas JEANPIERRE 1873, reconstruit Adolphe Blanarsch 1928                                                                               | Restauration Denis Londe 2010                                                            |                                                                                                  | « PM57000054 », notice no PM57000054 |              |
| Fénétrange, Saint-Rémy                          | Anonyme abbaye de Vergaville, transfert et ajout positif Louis Geib 1793, reconstruit Adolphe Blanarsch 1928                                                                                        | Reconstruit Georges Wegmann 1841,restauré Gaston Kern 1987                               | « PM57000066 », notice no PM57000066Tourelles latérales du G.O. d'origine, positif Caspar Grausz | « PM57000069 », notice no PM57000069 |              |
| Gomelange, St Martin                            | Dalstein-Haerpfer 1870, façade en zinc 1923, Frédéric Haerpfer refait tuyaux de bois 1930 | Restauration Muhleisen 1994                                                              |                                                                                                  | « PM57000420 », notice no PM57000420 |              |
| Grosbliederstroff, Saint-Innocent               | Nicolas Verschneider & Jean-Georges Kempf 1868, pneumatisation Dalstein-Haerpfer 1901 | Restaurations: Blanarch & Berg 1949, Willy Meurer 1981&2000                              | « PM57000081 », notice no PM57000081 Rouf Frédéric menuisier                                     |                                      |              |
| Hayange, St Martin                              | Dalstein-Haerpfer 1894(première traction pneumatique), réfection Montre Frédéric Haerpfer 1922 | Restau.1997 Manufacture Lorraine de G.O.Haerpfer, harmonisé Michel Garnier               |                                                                                                  | « PM57000525 », notice no PM57000525 |              |
| Hellimer                                        | Peut-être Claude Legros avant 1740, transféré à la Révolution | Reconstruction Nicolas Verschneider 1887                                                 | « PM57000090 », notice no PM57000090 1740                                                        |                                      |              |
| Henridorff, Ste Croix                           | Jean-Frédéric I Veschneider 1830 à Rohrbach-lès-Bitche,transféré R.Bartholomaei & Jean Blési 1899, remplacement Montre Henri Vondrasek 1930                                                         | Restauré Nicolas Toussaint 2007                                                          |                                                                                                  | « PM57000526 », notice no PM57000526 |              |
| Hesse, abbatiale                                | Jean-Nicolas Hesse 1862 | Restauré Jean-Georges Kœnig 1971                                                         |                                                                                                  | « PM57000097 », notice no PM57000097 |              |
| Hinckange, Ste Lucie                            | Joseph Dupont 1772(Montre & buffet) pour l'abbaye de Gorze, reconstruction Nicolas Dalstein & Johann Karl Haerpfer 1883,avant le transfert de Gorze à Hinckange                                     | Entretien Jean-Baptiste Gaupillat 2011                                                   | « PM57000099 », notice no PM57000099                                                             | « PM57000731 », notice no PM57000731 |              |
| Kédange-sur-Canner, Saint-Rémi                  | Christophe Moucherel pour l'abbaye de Bouzonville 1717, transfert & reconstruction dans buffet ancien Jean-Frédéric II Veschneider 1878                                                             | Réfections: mécanisme Franz Staudt 1911, Montre Frédéric Haerpfer 1939,restauration 2005 | « PM57000734 », notice no PM57000734                                                             | « PM57000733 », notice no PM57000733 |              |
| Knutange, St Charles                            | Johannes Klais (Bonn) 1912, restauration Joseph Albert | Entretien Jean-Bapti. Gaupillat                                                          |                                                                                                  | « PM57000419 », notice no PM57000419 |              |
| Marange-Zondrange, St-Martin                    | Joseph Géant 1867, restauration André Guébel 1924 | Restauration en cours en 01-2012                                                         | « PM57000738 », notice no PM57000738                                                             | « PM57000737 », notice no PM57000737 |              |
| Metz, Notre-Dame                                | Jean Nollet St Siméon à Trèves1730,transfert & positif Johann Conrad Sauer1823; reconstruit Antoine Sauvage 1846, Charles Mutin1903                                                                 | Restauration Bernard Aubertin 1995                                                       | « PM57000195 », notice no PM57000195                                                             | « PM57000616 », notice no PM57000616 |              |
| Metz, chapelle Ste Chrétienne                   | Frédéric Haerpfer 1848,nouvelle console 1939 |                                                                                          |                                                                                                  | « PM57000617 », notice no PM57000617 |              |
| Metz, cathédrale St Étienne                     | Antoine Sauvage 1846, reconstruit Charles Mutin 1903 |                                                                                          |                                                                                                  | « PM57000608 », notice no PM57000608 |              |
| Metz, cathédrale St Étienne, Triforium          | Jehan de Trèves 1536, reconstructions: Claude Legros 1690,Frédéric Haerpfer 1936 | Réfection Marc Garnier (Pays-Bas 1600) 1981                                              | « PM57000154 », notice no PM57000154 Jehan de Verdun (refait à neuf 1981)                        | « PM57000740 », notice no PM57000740 |              |
| Metz, Saint-Martin                              | Roman Benedikt Nollet pour abbaye de Klausen 1773, transfert à Metz Pierre Grandjean 1803,modifications:Daublaine Callinet 1843,Jean-FrédéricII Verschneider 1876, Edmond-Alexandre Roethinger 1950 | Relevage Jean-Baptiste Gaupillat 2004                                                    | « PM57000206 », notice no PM57000206 1738                                                        | « PM57000207 », notice no PM57000207 |              |
| Ottange, St Willibrord                          | Dalstein-Haerpfer, inachevé 1869, complété 1911 | Restauration Joseph Albert 1947                                                          |                                                                                                  | « PM57000620 », notice no PM57000620 |              |
| Oudrenne, Sainte-Marguerite                     | Jean Nollet vers 1730, transfert et modification Jean-Frédéric II Vesrchneider 1876, modifié Haerpfer-Erman 1958, Hugo Mayer 1967                                                                   |                                                                                          | « PM57000747 », notice no PM57000747 modifié par T.Hermann                                       | « PM57000748 », notice no PM57000748 |              |
| Phalsbourg, Notre-Dame de l'Assomption          | Martin Rinckenbach1896, traction mécanique, inchangé sauf Montre réquisitionnée remplacée Frédéric Haerpfer 1923                                                                                    | Restauration Yves Kœnig 1993                                                             |                                                                                                  | « PM57000268 », notice no PM57000268 |              |
| Phalsbourg, Trois Maisons, Immaculée Conception | Andreas Muller (élève d'Arp Schnitger) 1719, transféré & transformé Charles Wetzel 1880 | Restauré 1988 François Delangue                                                          | « PM57000269 », notice no PM57000269 Restauré Atelier d'Épinal                                   | « PM57000267 », notice no PM57000267 |              |
| Saint-Avold, abbatiale Saint-Nabor              | Barthélémy Chevreux 1770, modifié Jean-Frédéric Vesrchneider, Joseph Merklin & Alfred Klem 1909 | Restauration Yves Kœnig 1987                                                             | « PM57000319 », notice no PM57000319 Joseph Gounin sculpteur                                     |                                      |              |
| Saint-Avold, temple protestant                  | Heinrich Voit & Fils 1889, seul changement: Montre Frédéric Haerpfer 1924 |                                                                                          | « PM57000753 », notice no PM57000753                                                             | « PM57000752 », notice no PM57000752 |              |
| Saint-Quirin, Priorale                          | Jean-André Silbermann 1746, mise au ton moderne Franz Staud 1904, Frédéric Haerpfer remplace Montre en 1928 et restaure 1942                                                                        | Restauration à l'identique Alfred Kern 1969                                              | « PM57000559 », notice no PM57000559                                                             | « PM57000326 », notice no PM57000326 |              |
| Sarreguemines, Saint-Nicolas                    | Anonyme collège Jésuites de Pont-à-Mousson, 2e quart 18e s., transfert Michel Verschneider 1769, Montre neuve Frédéric Haerpfer 1924                                                                | Restauration Yves Kœnig1992                                                              | « PM57000343 », notice no PM57000343                                                             |                                      |              |
| Thionville, Saint-Maximin                       | Claude Legros 1704 abbaye de Rettel, remontage Jean Nau 1759, agrandi avec o. acheté à l'abbaye St-Clément de Metz Georges Dondeine 1792                                                            | Restaurations: Antoine Sauvage 1848, Dalstein-Haerpfer 1870, Alfred Kern 1969            | « PM57000368 », notice no PM57000368                                                             |                                      |              |
| Zilling, temple                                 | Frères Stiehr Théodore & Auguste 1883 | Restauration Freddy Bauer (Sarralbe)2002                                                 |                                                                                                  | « PM57000647 », notice no PM57000647 |              |

### Vosges
| Localisation                           | Construction | Reprises                                       | Buffet                        | Instrument           | Illustration |
| -------------------------------------- | --- | ---------------------------------------------- | ----------------------------- | -------------------- | ------------ |
| Bains-les-Bains, Saint-Colomban        | Nicolas-Antoine LÉTÉ 1843, transformé Henri DIDIER 1901                                                                                               | Restauration état LÉTÉ Christian Guerrier 1986 |                               | Notice no PM88000036 |              |
| Bulgnéville, Saints Pierre-et-Paul     | Reconstruction de l'ancien orgue des Récollets 1792 Antonin Filipowicz 1854, modifié Henri DIDIER 1884                                                | Restauré Antoine Bois 1999                     | Notice no PM88000098          | Notice no PM88000100 |              |
| Champ-le-Duc, Notre-Dame               | Nicolas Dupont 1781, transformé Jaquot-Jeanpierre 1871                                                                                                | Restauré Bernard Dargassies 1990               | Notice no PM88000108          | Notice no PM88001129 |              |
| Coinches, Saint-Claude                 | Jean-Nicolas III JEANPIERRE 1835 avec ajout positif 1848, relevé Jean-Christian Guerrier 2005                                                         | Restauré 1989 Danion- Gonzalez-Dargassies      |                               | Notice no PM88000153 |              |
| Darney, Ste-Madeleine                  | Jean-Nicolas III JEANPIERRE 1853, modifié Jaquot-Jeanpierre & Cie 1892                                                                                | Restau.Nicolas Martel 2008                     | Notice no PM88001100          | Notice no PM88001134 |              |
| Dompaire, Saint-Nicolas                | Jean-Baptiste JEANPIERRE 1821 pour l'église Sainte-Libaire de Rambervillers, transféré Jean-Nicolas III JEANPIERRE 1850, transformé Henri DIDIER 1892 |                                                |                               | Notice no PM88000280 |              |
| Haillainville, Saint-Evre              | Jean-Nicolas III JEANPIERRE 1862, complété récit expressif 1872                                                                                       |                                                | Notice no PM88001138          | Notice no PM88001137 |              |
| Igney, Saint-Nicolas                   | Antoine Grossir 1841, modifié Jaquot-Jeanpierre 1889 puis Henri DIDIER 1898                                                                           |                                                | Notice no PM88001141          | Notice no PM88001140 |              |
| Jeuxey, Saint-Guérin                   | Nicolas-Théodore Jaquot 1886 |                                                |                               | Notice no PM88000478 |              |
| Lamarche, N.D.de l'Assomption          | Nicolas-Antoine LÉTÉ 1842, transformé Henri Didier 1896                                                                                               |                                                | Notice no PM88001036          | Notice no PM88000501 |              |
| Mirecourt, Notre-Dame                  | Jean-Baptiste Gavot 1826, agrandi: Nicolas-Antoine LÉTÉ 1852, puis Dalstein-Haerpfer 1881, transformé Joseph Voegtle 1926                             | Restauré Gaston Kern 1987                      | Notice no PM88000569 Immeuble | Notice no PM88000570 |              |
| Mirecourt, Musée                       | Orgue à cylindres de Claude Timothée 1840 |                                                |                               | Notice no PM88001048 |              |
| Monthureux-sur-Saône, St Michel        | Nicolas-Antoine LÉTÉ 1844, transformé Henri DIDIER 1894, complété Edmond-Alexandre Roethinger 1934                                                    |                                                |                               | Notice no PM88000578 |              |
| Moyenmoutier, abbatiale St-Hydulphe    | Charles DIDIER 1880, remonté Ernest-Théodore Jaquot 1920                                                                                              |                                                | Notice no PM88001101          | Notice no PM88001150 |              |
| Neufchâteau, Saint-Christophe          | Jean Treuillot 1650, agrandi Joseph Gérardin 1689 puis Jean-Baptiste Gavot 1823&38, modifié Charles DIDIER 1879, déplacé Jaquot-Jeanpierre 1888       | Réparé Duhamel 1955                            | Notice no PM88001152          | Notice no PM88000634 |              |
| Neufchâteau, Saint-Nicolas             | Jean Treuillot 1684, transformé Charles 1861 puis Henri DIDIER 1892&1900                                                                              | Restauré Curt Schwenkedel 1964                 | Notice no PM88000635          | Notice no PM88000636 |              |
| Neufchâteau, Saint-Nicolas, O.de chœur | Orgue d'occasion remonté & modifié par Henri DIDIER 1895                                                                                              | Restauré Laurent PLET 1991                     |                               | Notice no PM88000637 |              |
| Plombières-les-Bains, Saint-Amé        | Nicolas-Théodore JAQUOT & Marcel DIDIER 1883 | Restauré Bernard Dargassies 1988               | Notice no PM88000677          | Notice no PM88000682 |              |
| Rambervillers, église Sainte-Libaire   | Jean-Nicolas III JEANPIERRE 1850, agrandi JAQUOT-JEANPIERRE, & Cie 1889 puis & Fils 1896                                                              | Restauré 1983 Danion- Gonzalez-Dargassies      |                               | Notice no PM88000721 |              |
| Taintrux, Saint-Georges                | Jean-Nicolas III JEANPIERRE 1848, modifié Nicolas-Théodore Jaquot 1898                                                                                | Restauré Guerrier Jean-Christian 2005          | Notice no PM88001159          | Notice no PM88001158 |              |
| Vagney, Saint-Lambert                  | Sébastien Garnier entre 1750 & 1760, modifié Henri DIDIER 1900                                                                                        | Réparé Jacquot-Lavergne 1951                   | Notice no PM88001162          | Notice no PM88001161 |              |

## Sources
- Orgues de Lorraine: Meuse, ASSECARM Éditions SERPENOISE 1992,  (ISBN 2-87692-127-8)
- Orgues de Lorraine: Vosges, ASSECARM Éditions SERPENOISE 1991,  (ISBN 2-87692-093-X)